# Klas Örnhiälm
Klas Örnhiälm eller Claudius Arvidi Arrhenius,  född 22 december 1627 i Linköping, död 19 maj 1695 i Stockholm, var en svensk rikshistoriograf och kyrkohistoriker.

## Biografi
Örnhiälm, som var son till handelsmannen i Linköping Arvid Kapfelman, tog sig liksom de flesta av hans bröder (bland dem psalmdiktaren Jakob Arrhenius), namnet Arrhenius (av grekiskans arrhēn, översättning av slutstavelsen i fädernenamnet). Han blev 1650 student vid Uppsala universitet och studerade där teologi, österländska språk och historia. En lång tid konditionerade han, bland annat som lärare för Gabriel Oxenstiernas son Gabriel, och gjorde med denne 1664–1667 en utländsk resa, under vilken han i Heidelberg 1665 avskrev Hugo Grotius brev till Camerarius (avskriften förvaras nu i Uppsala bibliotek). 
Efter hemkomsten anställdes han 1667 som docent vid Uppsala universitet, men utnämndes redan 1668 till professor i historia där. Arrhenius blev därjämte 1669 assessor i Antikvitetskollegium och 1679 rikshistoriograf. År 1684 upphöjdes han i adligt stånd med namnet Örnhiälm. Han tog 1687 avsked från sin professur, då han utnämndes till universitetsbibliotekarie. 1689 blev han censor librorum.

## Forskning
Örnhiälms historiska föreläsningar, som rörde sig än om tiden före syndafloden, än om de förnämsta riken, som därefter uppstod, än om Roms, än om fäderneslandets hävder, var mycket besökta, emedan hans framställning utmärktes ej endast för omfattande forskning, utan även för glänsande form. 
Hans tryckta arbeten utgörs, utom av ett 50-tal akademiska disputationer m.m., av Historia sveonum gothorumq’ ecclesiastica (fyra "böcker", 1689), som omfattar tiden till kung Sverker den yngre, Vita illustris herois Ponti De la Gardie (Leipzig, 1690) samt början av texten till "Sueciæ-verket". 
I handskrift efterlämnade han storartade bevis på sitt forskar- och samlarnit, bl.a. ett bullarium (samling av påvebullor för Sverige, nu förvarad i Vitterhets- historie- och antikvitetsakademiens arkiv), som ordentlig hjälp vid deras arbeten. 
I förening med Sven Leijonmarck, Anders Engberg och Johan Peringskiöld utarbetade han 1691 på kunglig befallning en Relation om biskops-, kanonie-, prebende- samt kyrko- och klostergods och deras reduction, från Gustav Vasas till drottning Kristinas tid, vartill Örnhiälm fogade en inledning om de andliga godsen under tiden före Gustav Vasa (allt tryckt i "Handlingar rörande Skandinaviens historia.", 21:a och 22:a delarna, 1836-37). Örnhiälm utgav 1677 Rimberts Vita Anskarii (efter Lambecius text) jämte en gammal från Nådendals arkiv härstammande svensk översättning samt Corbey-munken Gualdos latinska versifierade parafras av Rimberts verk.